# Verdeccio
 'Vernino' es un cultivar de higuera de tipo higo común Ficus carica bífera es decir de dos cosechas al año brevas de primavera-verano, higos en verano-otoño, de higos epidermis de color verde amarillento con sobre color de manchas lineales verde rojizo. Se cultiva principalmente en huertos y jardines de la zona de Bolonia y Lombardía italiana.

## Sinonimia
- „Verdecchio“,[4]
- „Verdichio“,
- „Verdino di Brianza“,

## Historia
Descrito por Tanara (1651), Gallesio (1817), Gasparrini (1845, como Ficus hypoleuca), Duchartre (1857),
y Eisen (1888, 1901). Dibujado por Gallesio y por Eisen. En 1651, Tanara puso en un listado a Verdecchio como una variedad resistente al frío y bueno para desecar. En 1668, Aldrovandi incluyó Verdecchio en un listado de varios higos italianos de esta época. Gallesio lo describe como una variedad muy estimada en la zona de Bolonia y muchas partes de Lombardía.
Variedad cultivada desde antiguo especialmente en las zonas interiores de Italia donde esta variedad encuentra su hábitat óptimo puede dar lo mejor de sí mismo.

## Características
'Verdeccio' es una higuera del tipo higo común bífera, la higuera es un árbol de porte majestuoso, muy productivo y constante en la madurez de los frutos. Con la mayoría de las hojas de 5 lóbulos.
'Verdeccio' produce dos cosechas de higos que maduran más tarde que otras variedades. Hojas medianas, de 5 lóbulos mayoritariamente; Senos superiores poco profundos y estrechos, senos inferiores muy profundos, senos basales anchos; base comúnmente truncada o subcordada; márgenes gruesos
serrados; superficie opaca.
El tamaño de la fruta es de mediana a pequeña, en forma de ovoidal a oblata, comprimido hasta la coronilla degradado hacia el pedúnculo, pero casi sin cuello. Epidermis delgada, de color verde amarillento con sobre color de manchas lineales verde rojizo. Pulpa de color rojo ámbar.
Buena cosecha de Brevas con un promedio de peso 28 gramos. Higos de segunda cosecha pequeños a medianos, piriformes según Gallesio, esféricos sin cuello según Eisen; color de epidermis verde amarillento; con la pulpa ámbar poco dulce, bastante jugoso; mesocarpio fino uniforme con cavidad interna grande. Sólo calidad justa. Temporada de maduración tardía. Un higo pequeño, de ningún valor en particular. Es una variedad autofértil que no necesita otras higueras para ser polinizada.

## Cultivo y uso
Esta variedad es resistente a las heladas es adecuada en las zonas del interior de Italia Bolonia para desarrollar todo su potencial. Adecuado para consumo fresco y secado.